# Plaza de toros de Baza
La plaza de toros de Baza es un inmueble histórico de la ciudad de Baza, en la provincia de Granada, que fue inaugurada el 12 de septiembre de 1903. Por sus características, y de acuerdo con el Reglamento taurino de Andalucía, está considerado como una plaza de tercera categoría.

## Historia
Históricamente, la ciudad de Baza ha acogido toros desde el siglo XVI, cuando se celebraban festejos y juegos de toros improvisados en los entornos de las carnicerías situadas extrarradio de la ciudad. Sin embargo, el primer testimonio fidedigno de la celebración de un festejo taurino se remonta al 17 de agosto de 1592, cuando el concejo de la ciudad acordaba abonar aquellos gastos que derivaban de la lidia de un toro que se había corrido con motivo de las fiestas celebradas en torno a la Virgen de las Nieves y la Virgen de Agosto.
Aunque tradicionalmente debió existir una plaza de toros efímera, similares a la del resto de la comarca, al menos durante el siglo XVIII debió existir una plaza de toros de fábrica. De tal modo, Román Domene habla de cómo, durante la invasión francesa, en el marco de la Guerra de Independencia, "los franceses tenían en la plaza de toros de Baza 12 cañones", por lo que se utilizaba de polvorín durante el conflicto. Asimismo, tras la proclamación de Fernando VII como rey de España, determinó que "se convocaran corridas de toros por las calles ya que la plaza de toros quedó destruida por los franceses como cuadra de caballería y sus maderas destinadas para calentar a los soldados".
El coso debió ser reconstruido durante el siglo XIX, en la misma localización que la anterior, al final del Parque de la Alameda, ya que aquí se celebraron festejos hasta la creación de un nuevo coso a principios del siglo XX.

### Nueva Plaza de toros (1903)
En 1902 una sociedad anónima denominada La Regeneradora impulsará la creación de la construcción de una nueva plaza de toros puesto que la que existía "tenía tales deficiencias que la hacen inútil para el momento de prosperidad en que vive la ciudad".
 

La inauguración de la plaza tuvo lugar el día 12 de septiembre de 1903, cuando se anunció una corrida de toros de Ángel González Nandín que lidiaron Antonio Montes y José Rodríguez Bebe Chico. El cronista de la revista Sol y sombra dedicó dos páginas enteras de la revista publicada el 19 de noviembre de 1903 a hacer memoria de los festejos que se habían celebrado en la Plaza de toros de Baza con motivo de la inauguración. Al respecto de la corrida inaugural venía a considerar lo siguiente:
Gran animación había en la ciudad con motivo de la inauguración del nuevo circo taurino. La mañana del día de la corrida se hacía imposible el tránsito por las calles próximas a la plaza. Los trenes de Murcia y Lorca, y los coches de Guadix, llegaban atestados de viajeros.
El primer toro que saltó a la arena tuvo por nombre Saltador, herrado con el número 24, que "era berrendo en negro, con el número 24, de muchas libras y muy bien armado", y cuyo juego en la arena resultó con "voluntad pero poco poder". Al día siguiente, 13 de septiembre, se celebró un segundo festejo volvieron a repetir los mismos diestros que habían actuado en la tarde inaugural aunque en esta ocasión abriendo plaza el diestro sevillano Francisco Bonar Bonarillo con una corrida de Antonio Guerra.

### Actualidad
En 2020 tuvo lugar una polémica entre el Ayuntamiento de Baza y la empresa gestora del coso, Tauroemoción, por la celebración de una corrida de toros en el contexto de la pandemia por Covid-19 en España; donde el alcalde instaba a la Junta de Andalucía impedir que se dieran espectáculos taurinos durante ese año frente a los intereses de la afición y de la actividad empresarial. Finalmente, la corrida se celebró el 12 de septiembre, donde actuaron Enrique Ponce, El Fandi y Emilio de Justo con un encierro de Román Sorando.

## Características
Según la Guía Digital del Instituto Andaluz de Patrimonio Histórico, la Plaza de toros de Baza tiene distintas características que la convierten en un inmueble singular:
- Está situada al pie de las montañas que rodean la ciudad, excavada en la roca.
- Tiene algunas dependencias que la rodean hechas como tradicionalmente se han hecho las casas en la región, bajo tierra y con el pasto como cubierta, de manera que encontramos el edificio como exento aunque en realidad tenga asociado un caserío muy complejo.
- La altura de su muro perimetral varía según la altura del terreno en el que se asienta, pero en la entrada mide unos 11 metros para recoger las gradas del tendido.
- El eje de entrada de la puerta coincide con el de presidencia.
- Es propiedad privada, data del año 1903, y sigue actualmente en uso y en buen estado de conservación.
- Tiene un aforo de 8500 localidades y se celebran corridas en torno al 12 de septiembre.